# Wenham (Massachusetts)
Pour les articles homonymes, voir Wenham.
Wenham est une ville du comté d'Essex, dans l'État du Massachusetts aux États-Unis.

## Transports
- Aéroport régional de Beverly, situé en partie sur le territoire de Wenham.